# 乳業工学
乳業工学（にゅうぎょうこうがく、Dairy engineering）とは、乳製品製造時における単位操作や伝熱、自動制御などの知識を確立することを目的とした、応用科学の一分野である。

## 歴史
1942年に、アメリカのミシガン州立大学農業工学学科長のAuahur W.Farrall博士が著した「Dairy engineering」により初めて乳業を工学的に体系付けることが世に紹介されたとされる。次いで、1981年にドイツのミュンヘン工科大学のG.Kessler博士により「Food Engineering and Dairy Technology」が発刊された。

## 乳業における主な単位操作
- 熱交換

牛乳処理において、加熱殺菌は最も重要な工程であると言える。62~65℃で約30分加熱する低温長時間殺菌法（Long Temperature Long Time=LTLT）、72~85℃で15秒以上加熱する高温短時間殺菌法（High Temperature Short Time=HTST）、120~130℃で1~4秒加熱する超高温殺菌法（Ultra High Temperature=UHT）とがある。
- 分離

遠心分離を利用したクラリファイヤーにより、全脂乳からクリームと脱脂乳との分離、原料乳から細菌や夾雑物の分離、また、膜分離を利用しカードからホエーの分離などが行われる。空気から粉乳の分離もこれに含まれる。
- 均質化

脂肪球を細かくし、脂肪の浮上・分離を制御することを目的とする。均質機（Homogenizer）により、牛乳を高圧下でバルブの0.01mmの隙間を通過させることにより、脂肪球の大きさを生乳の約1/10にする。クリーム製造においては乳化安定性・粘度上昇、ヨーグルト製造においてはホエー分離防止や食感向上のため均質化が行われる。市販乳を「ホモ牛乳」と称するのは均質機によって加工されていることを示す。
- 蒸発

粉乳製造時の予備濃縮や、練乳製造において行われる工程。このプラントをエバポレーターと称する。全脂乳では1/4、脱脂乳では1/5まで濃縮される。発生蒸気圧縮式、機械的再圧縮式、多重効用蒸発缶などの方式が採られる。濃縮乳を「エバミルク」と称するのは、字義通り「エバポレーションされた乳」の意。
- 乾燥

上記のように蒸発・濃縮して固形分を高めた濃縮乳を、ドライヤー工程で160~200℃の高温気流に10~30秒ほど晒す噴霧乾燥法により、粉乳を製造する。粉乳粒子は直径70~100μm、水分量3~4%で、保存性・輸送効率が向上し、水を加えることにより原液と同様に使用できる。
- 冷却

牛乳の保存は法令により10℃以下と定められている。通常は殺菌の後、クーラーによって熱交換を行い急冷しタンクで貯蔵される。生クリームも均質化後急速に10℃以下まで冷やされるが、冷却が緩慢だと結晶が大きくなり、最終的な製品の品質に影響を与える。アイスクリームの硬化においては、結晶を小さくし食感を良くするため、-35℃まで急速に冷却される。
- 混合 - バターへの食塩の添加、ワーキングなど
- 結晶化 - エイジングによる、乳脂肪の結晶化
- 相転換 - 乳脂肪の粒状化
- 造粒 - 乾燥工程で製造された粉乳はそのままでは粒子径が小さく溶解性が悪いのでインスタント粉乳、調製粉乳など消費者が直接使用する粉乳にはアグロメレーターで再湿・再乾燥を行い、粒度を上げることにより水和性が高まり、溶解性が改善される。通常、造粒の後には数段階の篩が設けられており、サイズが過大若しくは過小な粉は除去される。
- 包装

## 関連分野
- 食品工学
- 冷凍工学
- 熱工学
- 粉体工学
- 流体力学
- 発酵工学
- 衛生工学